# 菱叶红景天
菱叶红景天（学名：Rhodiola henryi）是景天科红景天属的植物，是中国的特有植物。分布在中国大陆的四川、甘肃、湖北、河南、陕西等地，生长于海拔1,000米至3,300米的地区，一般生于山坡沟边岩石上，目前尚未由人工引种栽培。

## 别名
豌豆七（植物分类学报增刊）；一代宗（中国高等植物图鉴）；白三七、打不死、还阳参、接骨丹、三步接骨丹（秦岭植物志）；还阳参景天（拉汉种子植物名称）；岩还阳、岩老鼠、岩田三七、岩见血参、岩豌豆、水三七（湖北植物志）